# Дневни пауновац
Дневни пауновац (лат. Аglais io) мали је лептир из породице шаренаца (лат. Nymphalidae).

## Изглед
У шаренце (лат. Nymphalidae) спадају многи крупни лептири, јарких, упадљивих боја и шара. Дневни пауновац је један од најбоље знаних лептира из ове фамилије. Изузетно је леп лептир и може се врло лако распознати.
Овај лептир има распон крила од 50 до 55 мм. Базична боја крила је чађаво црвена. На сваком крилу носи препознатљиву црну, плаву и жуту тачку (окце). Доња страна крила је крипто обојена тамном браон или црном бојом.
Постоје две подврсте: 
- (1912) пронађена у Азербејџану и
- (1908) пронађена у Јапану и на далеком истоку Русији.

## Распрострањеност
Најчешће се може наћи на заклоњеним, влажним местима уз ивицу шуме. Пошто је јако добар летач, стиже свуда, често и на високе планине. Сигурно је један од најпознатијих лептира, присутан широм Европе.

## Размножавање
Мужјаци испољавају територијално понашање, а у многим случајевима територију бирају женке.
Лептир хибернира током зиме пре него што положи јаја. Јаја полаже у рано пролеће, у серијама до 400 у исто време. Јаја су ребраста, маслинасто зелена и положена на горње делове и доње стране лишћа коприве и хмеља. Гусенице излазе након недељу дана. Оне су сјајно црне са шест редова бодежних шиљака и серијом белих тачака на сваком сегменту, имају сјајну црну главу. Хризалије (лутке) могу бити сиве, смеђе или зелене боје и могу имати црне тачке. Гусенице расту до 42 мм у дужини.

#### Комуналне мреже
Гусенице дневног пауновца, као и неколико његових сродника, су у потпуности зависне једне од других по питању исхране и заштите, од еклозије до последњег ларвеног ступња. Формирају комуналне мреже на биљци којом се хране, и по потреби могу испредати нове свилене нити за прелазак на наредну биљку. Експериментално је доказано да се одвојене гусенице неће пресвлачити нити наставити развој уколико нису стимулисане хемијским сигналима које иначе размењују са гусеницама из гнезда.
- Паразитирана јединка

## Исхрана
Дневни пауновац се храни копривом (Urtica dioica), хмељом (Humulus lupulus) и малом копривом (Urtica urens). 
Одрасли лептири пију нектар из разних цветних биљака, укључујући врбу, маслачак, мажуран, авдику, конопљику и детелину. Такође се хране соком из дрвета и воћа које трули.